# Koordinationsspiel
In der Spieltheorie bezeichnet man ein Spiel, bei dem die Akteure durch Koordination ihres Verhaltens die höchsten Auszahlungen erzielen können, als Koordinationsspiel.
Im Gegensatz zu vielen strategischen Situationen steht also nicht der Konflikt, sondern Zusammenarbeit im Mittelpunkt dieser Spiele.
Die Einführung des Begriffs Koordinationsspiel wird allgemein dem Nobelpreisträger Thomas Schelling zugeschrieben, obwohl Spiele dieser Art schon zuvor beschrieben und untersucht wurden.
Die Wahl von einheitlichen Technologiestandards kann beispielsweise als eine Anwendung von Koordinationsspielen in der Praxis aufgefasst werden.

## Allgemein
Das Wesen eines Koordinationsspiels besteht darin, dass es mehrere strikte Nash-Gleichgewichte gibt und keine weiteren nicht-strikten Gleichgewichte in reinen Strategien. Da von diesen Gleichgewichten a priori keines dem anderen gegenüber bevorzugt werden kann, entsteht so die Notwendigkeit zur Koordination. Die Strategien bilden strategische Komplemente.
Meist findet man zur Veranschaulichung dieses Spieltyps eine Bimatrix, die aus zwei Spielern mit je zwei Strategien besteht.
Das Prinzip der Koordinationsspiele kann jedoch ausgeweitet werden auf mehr als zwei Spieler und/oder mehr als zwei Strategien.
|       | Links | Rechts |
| ----- | ----- | ------ |
| Oben  | A, a  | B, b   |
| Unten | C, c  | D, d   |

Ein Koordinationsspiel entsteht hier, wenn für Spieler 1 (Reihenspieler) A>C und D>B ist und a>b und d>c für Spieler 2 (Spaltenspieler).
Daraus folgt, dass (Oben, Links) und (Unten, Rechts) die zwei Nash-Gleichgewichte in reinen Strategien bilden. Außerdem existiert in Koordinationsspielen noch ein gemischtes Nash-Gleichgewicht, das sich aus einer Mischung der beiden Strategien jedes Spielers ergibt.

## Beispiele
In den meisten Beispielen entstehen die Gleichgewichte dadurch, dass die Spieler „die gleiche“ Strategie spielen. Dies ist allerdings nicht zwingend notwendig. Koordinationsspiele beruhen darauf, dass die Spieler versuchen, ihr Verhalten abzustimmen, und nicht darauf, dass sie versuchen, „das Gleiche“ zu tun.
Wenn sich beispielsweise verschiedene Länder auf unterschiedliche Industriezweige spezialisieren, um zunehmende Skalenerträge zu realisieren, sind diese Länder bestrebt, durch Koordination zu verhindern genau das Gleiche zu tun.
Außerdem hat die Benennung von Strategien bzw. das Vertauschen von Strategieindizes keinen Einfluss auf das Ergebnis oder die Klassifizierung eines Spiels.

### Typisches Koordinationsspiel
Eines der ersten Beispiele für Koordinationsspiele stammt von Thomas Schelling. Zwei Personen verlieren sich in einer Menschenmenge, ohne vorher einen Treffpunkt für diesen Fall vereinbart zu haben. Angenommen, es gibt zwei mögliche Orte (A und B), an denen sie sich wieder treffen können, haben nun beide ein Interesse daran, sich an denselben Ort zu begeben.
|       | Ort A | Ort B |
| ----- | ----- | ----- |
| Ort A | 1, 1  | 0, 0  |
| Ort B | 0, 0  | 1, 1  |

### Koordinationsspiel mit Interessenkonflikt
Eine Situation, in der sich die Spieler uneinig darüber sind, auf welchen Gleichgewichtspunkt sie sich koordinieren sollen, wird als Koordinationsspiel mit Interessenkonflikt bezeichnet. Das bekannteste Beispiel für eine solche Situation ist der Kampf der Geschlechter.
|         | Fußball | Theater |
| ------- | ------- | ------- |
| Fußball | 2, 1    | 0, 0    |
| Theater | 0, 0    | 1, 2    |

In diesem Spiel wollen ein Mann (Reihenspieler) und eine Frau (Spaltenspieler) den Abend zusammen verbringen. Ohne die Möglichkeit, sich vor dem Abend abzustimmen, müssen sie sich unabhängig voneinander entscheiden, ob sie ins Theater oder ins Fußballstadion gehen. Dabei präferiert der Mann das Fußballspiel, die Frau das Theater, die Hauptsache ist jedoch, dass sie etwas zusammen unternehmen und nicht getrennt.

### Koordinationsspiel mit gemeinsamen Interessen
Wenn in der oben genannten Situation kein Interessenkonflikt vorliegt, sondern beide beispielsweise lieber das Fußballspiel sehen wollen, ergibt sich ein Spiel mit gemeinsamen Interessen. Die Bezeichnung ist auf Thomas Schelling zurückzuführen, der diese als pure common-interest games bezeichnete.
|         | Fußball | Theater |
| ------- | ------- | ------- |
| Fußball | 3, 3    | 0, 0    |
| Theater | 0, 0    | 1, 1    |

In einem Koordinationsspiel mit gleichen Interessen werden alle Gleichgewichte immer von einem anderen Gleichgewicht Pareto-dominiert. In der Praxis kann es jedoch vorkommen, dass sich ein Pareto-dominiertes Gleichgewicht einstellt. In diesem Fall wird von Koordinationsfehlern oder Koordinationsversagen gesprochen, obwohl ein Nash-Gleichgewicht realisiert wurde.
(Theater, Theater) und (Fußball, Fußball) sind die beiden Nash-Gleichgewichte in reinen Strategien in diesem Spiel und daher spieltheoretisch gleichberechtigte Gleichgewichtspunkte. Das Gleichgewicht (Fußball, Fußball) wird jedoch von beiden Spielern bevorzugt. Sie können also gleichzeitig gegenüber dem Pareto-dominierten Gleichgewicht (Theater, Theater) dazu gewinnen.
Unter der Bezeichnung Win-Win-Spiele wird diese Version der Koordinationsspiele häufig auf Managerseminaren gespielt um zu zeigen, wie man durch Zusammenarbeit bessere Ergebnisse erzielen kann.

### Risiko bei Koordinationsspielen
Ein Konflikt zwischen Sicherheit und Zusammenarbeit bei Koordinationsspielen entsteht meist dann, wenn die Spieler eine Strategie besitzen, die ihnen eine sichere Auszahlung auch außerhalb des auszahlungsdominanten Gleichgewichts garantiert, während die auszahlungsdominante Gleichgewichtsstrategie ihnen, für den Fall, dass eine Koordination nicht zustande kommt, eine niedrigere Auszahlung einbringt. Das Hirschjagdspiel stellt genau so einen Sachverhalt dar.
In diesem Spiel können die Spieler zusammen einen Hirsch jagen oder jeder für sich alleine einen Hasen. Ein erlegter Hirsch wird jedoch bevorzugt.
|        | Hirsch | Hase |
| ------ | ------ | ---- |
| Hirsch | 4, 4   | 0, 3 |
| Hase   | 3, 0   | 3, 3 |

## Gleichgewichtswahl
Das Konzept des Nash-Gleichgewichts zeigt, dass es Strategiekombinationen gibt, von denen es sich nicht lohnt abzuweichen. Es sagt jedoch nicht auf welchen Gleichgewichtspunkt sich die Spieler koordinieren, oder ob überhaupt ein Gleichgewicht realisiert wird.
Dieser Abschnitt beschäftigt sich daher mit verschiedenen Konzepten, die versuchen eine Koordination zu ermöglichen. Dabei handelt es sich teilweise um reale Entscheidungssituationen, die nicht immer als normative Lösungskonzepte anzusehen sind.

### Focal Points
Der Begriff Focal Point ist auf Thomas Schelling zurückzuführen.
Es wird davon ausgegangen, dass eine Strategie oder eine bestimmte Gleichgewichtskombination herausragt und durch Antizipation der Beteiligten erreicht wird. Dies beruht teilweise jedoch mehr auf Vorstellungskraft, Fantasie, Analogien oder Ästhetik als auf Logik. Ebenso können dabei auch Konventionen, verschiedene Kulturen oder ob die Spieler sich kennen eine Rolle spielen. Die Spieltheorie versucht jedoch Lösungen und Gleichgewichtskonzepte zu entwickeln, die innerhalb des Spiels liegen und nicht außerhalb des Spiels vorgegeben sind und für die kein Vorwissen über die anderen Spieler notwendig ist. Daher kann das Prinzip der Focal Points nur bedingt als spieltheoretisches Lösungskonzept angesehen werden.
Experimentelle Ergebnisse, in denen die Teilnehmer dieselben Antworten geben sollten, weisen jedoch auf die Existenz von Focal Points hin. Thomas Schelling liefert selber einige Ergebnisse hierzu. So gaben beispielsweise 40 % der Befragten die Zahl 1 an, als sie nach einer positiven Zahl gefragt wurden. Bei der Wahl zwischen „Kopf“ oder „Zahl“ entschieden sich 86 % für „Kopf“.

### Risikodominanz
Das Konzept der Risikodominanz, welches von John C. Harsanyi und Reinhard Selten eingeführt wurde, beruht auf der intuitiven Wahrnehmung, dass gewisse Gleichgewichtsstrategien risikoreicher sind als andere, unter Einbeziehung der Unsicherheit eines Spiels.
Wesentlich hierbei ist die Rationalität der Spieler sowie die Wahrscheinlichkeit, mit der sie glauben, dass ein anderer Spieler eine gewisse Strategie spielen wird.
Ein extremes Beispiel dafür ist das Hirschjagdspiel. Da das Gleichgewicht (Hirsch, Hirsch) das Gleichgewicht (Hase, Hase) Pareto-dominiert, sollte davon ausgegangen werden, dass rationale Spieler immer dieses Gleichgewicht bevorzugen.
Das Problem hierbei liegt allerdings darin, dass ein Spieler auf jeden Fall eine Auszahlung von 3 erhält, falls er einen Hasen jagt, falls er sich jedoch dazu entschließt, einen Hirsch zu jagen, läuft er Gefahr, leer auszugehen. Die Auszahlung, die er erhält wenn er einen Hirsch jagen geht, hängt davon ab, was der andere macht, oder anders formuliert, mit welcher Wahrscheinlichkeit er glaubt, dass der andere ebenfalls einen Hirsch erlegen möchte.
Für dieses konkrete Beispiel bedeutet dies: Falls aus irgendeinem Grund ein Spieler glaubt, dass der andere mit einer Wahrscheinlichkeit von weniger als 0,75 zur Hirschjagd geht, wird er es bevorzugen, alleine einen Hasen zu jagen, da ihm dies eine höhere erwartete Auszahlung bringt.
In diesem Fall würde aus pessimistischen Annahmen ein Koordinationsfehler resultieren.
Anhand der Wahrscheinlichkeitszuweisung sieht man, dass das Konzept eng mit dem der besten Antwort verknüpft ist, da die Spieler versuchen, auf jedes Verhalten des Gegenspielers die beste Antwort zu finden, um so ihr Risiko zu minimieren.

### Kommunikation vor dem Spiel
Auf den ersten Blick scheint das Problem, in Koordinationsspielen ein (Pareto-optimales) Gleichgewicht realisieren zu können, darauf zu basieren, dass die Spieler nicht miteinander kommunizieren können. Kommunikation kann in der Spieltheorie allerdings nur stilisiert dargestellt werden, wodurch eine modellierte Form der Kommunikation notwendig wird.
Die einfachste Form der Modellierung ist dabei, einem Spieler die Möglichkeit zu geben, eine Nachricht oder ein Signal zu senden. Diese Nachricht kann beispielsweise darin bestehen, dass ein Spieler dem anderen sagt, für welche Strategie er sich in dem kommenden Spiel entscheidet. Da solche Absichtserklärungen allerdings nicht bindend sind, spricht man in der Spieltheorie in solchen Fällen von Cheap Talk, also von beliebigen Aussagen, die weder direkte Kosten verursachen noch verifizierbar sind.
Dies führt allerdings zu zwei neuen Problemen: Da die Absichtserklärung nicht bindend ist und der Empfänger nicht weiß, ob er dem Sender vertrauen kann, entsteht ein neues Koordinationsspiel. Und wenn der Sender sein Versprechen hält und der Empfänger ihm das glaubt, ergibt sich daraus eine Situation, in der der Sender sich ein Gleichgewicht aussuchen kann.
Bei der Modellierung von Kommunikation kann man jedoch auch beiden Spielern die Möglichkeit einräumen, Signale zu senden.
Man kann dabei annehmen, dass die Spieler, wenn die Signale gleichzeitig gesendet werden, bei der Wahl des gleichen Signals im kommenden Spiel dann auch dieses Gleichgewicht spielen. Für den Fall, dass unterschiedliche Signale gesendet werden, handeln die Spieler anschließend so, als hätte es diese Form der „Kommunikation“ nie gegeben.
Eine Studie, in der Koordinationsspiele mit einem Pareto-dominanten Gleichgewicht untersucht wurden, kam zu dem Ergebnis, dass Kommunikation vor dem Spiel durchaus in der Lage ist, ein Koordinationsproblem zu lösen.
Bei zweiseitiger Kommunikation wurde in über 90 % der Fälle das Pareto-dominante Gleichgewicht erreicht, während einseitige Kommunikation nur eine Erfolgsquote von 53 % in Bezug auf das Pareto-dominante Gleichgewicht hatte.

### Outside Option und Vorwärtsinduktion
Einem Spieler die Möglichkeit einzuräumen, eine sichere Auszahlung zu erhalten, anstatt das Koordinationsspiel zu spielen, wird als Outside Option bezeichnet.
Daraus entsteht ein Zwei-Stufen-Spiel, das mittels Vorwärtsinduktion gelöst werden kann.
Wenn die Outside Option hoch genug ist – sie muss eine Strategie des Koordinationsspiels dominieren – hat sie eine glaubhafte Signalwirkung. Wenn sie angenommen wird, lässt sich das Spiel lösen, da rationale Spieler niemals dominierte Strategien spielen. Wenn die Spieler dies antizipieren, werden sie so immer in der Lage sein, ein Gleichgewicht zu realisieren.
Angewendet auf das Beispiel der Hirschjagd, könnte man Spieler 1 eine Outside Option mit einer Auszahlung von 3,5 geben. Diese dominiert nun die Strategie Hasenjagd. Das heißt, wenn er in das Spiel eintritt, die Outside Option also ablehnt, wird er nicht die Strategie Hasenjagd spielen. Spieler 2 wird dies antizipieren und ebenfalls die Strategie Hirschjagd spielen. In diesem Beispiel ist so eine Koordination auf das Pareto-dominante Gleichgewicht (Hirschjagd, Hirschjagd) durch Vorwärtsinduktion möglich.

## Netzwerkeffekte
Es gibt Güter, deren Nutzen steigt, je mehr Personen diese ebenfalls besitzen und verwenden. Das heißt, der Nutzen ist abhängig von der Anzahl der Konsumenten eines Gutes. Dieser Effekt wird als Netzwerkeffekt bezeichnet.
Häufige Anwendung findet dieser Effekt bei technischen Produkten. So steigt der Nutzen eines Telefons für den Besitzer, je mehr Personen ebenfalls ein Telefon besitzen.
Die Notwendigkeit zur Koordination bei technischen Produkten entsteht dann, wenn es mehrere konkurrierende Systeme gibt.
So entscheiden Kompatibilität und die Möglichkeit zum Datenaustausch über die Entscheidung, für welche Hardware man sich beispielsweise beim Computerkauf entscheidet. Je häufiger ein bestimmter Hardwaretyp im Umlauf ist, desto mehr Software wird es für diesen geben und umgekehrt.
Daher sind die Akteure bestrebt, sich auf die gleiche Hardware-Software-Kombinationen zu koordinieren, da dies ihren Nutzen innerhalb des Netzwerks erhöht.
Dadurch kann eine sogenannte Lock-in-Situation entstehen, das heißt, wenn man sich auf das am weitesten verbreitete System festlegt, wird dieser Zustand „einrasten“, da niemand einen Anreiz hat, von diesem abzuweichen.
Durch die Lock-in-Situation können sich auch „schlechtere“ Systeme durchsetzten, da technisch überlegene Produkte keine Chance mehr haben, sich zu verbreiten.
Ein weiteres Beispiel für Netzwerkeffekte sind die Videosysteme VHS und Beta, von denen sich schließlich VHS durchsetzte. Hier stand der mögliche Austausch von Videokassetten im Mittelpunkt. Videotheken und Videoanwender erhöhten hier ihren Nutzen durch die Koordination auf ein System.
Es ist natürlich auch möglich, dass sich der Nutzen verringert, je mehr Personen sich gleich entscheiden. In diesem Fall spricht man von negativen Netzwerkeffekten. Ein Beispiel dafür ist die Überlastung von Telefonnetzen, wenn zu viele Personen innerhalb eines Telefonnetzes versuchen, gleichzeitig zu telefonieren.
Crowding Games sind genau solche Spiele, bei denen sich der Nutzen verringert, je mehr Spieler sich für dieselbe Strategie entscheiden.
Ein Beispiel für ein Crowding Game ist der Straßenverkehr. Auf dem Weg von einer Stadt in die andere kann man entweder auf der Autobahn oder auf Landstraßen fahren.
Die Strecke kann zwar auf der Autobahn schneller zurückgelegt werden als auf der Landstraße, doch je mehr Autos auf der Autobahn fahren, das heißt, je mehr Spieler sich für diese Strategie entscheiden, desto höher wird die Fahrtzeit. So kann es vorkommen, dass man auf der Landstraße schneller ans Ziel kommt.
Ein weiteres Beispiel für negative Netzwerkeffekte sind Congestion Games.

## Diskoordinationsspiele
Als Diskoordinationsspiele bezeichnet man Spiele, bei denen ein Spieler versucht, sich auf ein bestimmtes Verhalten zu koordinieren, der andere Spieler jedoch bestrebt ist, eine Koordination zu vermeiden.
Diskoordinationsspiele besitzen kein Gleichgewicht in reinen Strategien, da jeder Spieler durch Abweichung seine Auszahlung erhöhen kann. Das einzige Gleichgewicht, das in diesen Spielen existiert, entsteht durch Randomisieren der Strategien, also durch das Spielen einer gemischten Strategie.
Ein Beispiel hierfür ist das Spiel Matching Pennies, bei dem zwei Spieler unabhängig voneinander Kopf oder Zahl einer Münze wählen und vor sich auf den Tisch legen. Haben beide das gleiche gewählt, gewinnt Spieler 1, ansonsten gewinnt Spieler 2.
|      | Kopf  | Zahl  |
| ---- | ----- | ----- |
| Kopf | 1, −1 | −1, 1 |
| Zahl | −1, 1 | 1, −1 |